# TCDD TVS2000
TCDD TVS2000 — серія пасажирських вагонів, використовуваних державною компанією Турецька залізниця. Моделі виготовлялися в 1992-2000 роках компанією TÜVASAŞ. Вагони цієї серії є наймасовішими та найпоширенішими, і використовуються на всіх залізничних лініях Турецької Республіки.

## Історія
На початку 1990-х років імідж і якість залізничних перевезень державною компанією Турецька залізниця сильно погіршав, і вона стала швидко втрачати частку ринків. Люди стали віддавати перевагу автомобільному транспорту і автобусам. Причиною цього став плачевний стан парку залізничного транспорту Туреччини в той час. Вони використовували гучні й незручні потяги, які, зокрема, не мали навіть кондиціонера, що особливо погіршувало якість поїздки в жарку пору. А в холодну пору поїзда часто працювали зі збоями.
Через що, вже в 1991 році було ухвалено рішення про деякі зміни в залізничних маршрутах всередині країни, а також створення нових моделей поїздів і вагонів для Турецької залізниці. У тому ж році компанією була замовлена партія нових вагонів TVS2000 у TÜVASAŞ, які швидко зарекомендували себе якісними вагонами. Слідом за цим відбувся різкий ріст іміджу Турецької залізниці та зростання продажів квитків, після чого було ухвалено рішення про подальшу закупівлю вагонів цієї моделі. А в період 2002-2006 року була проведена їх значна модернізація.